# Cornificio
Quinto Cornificio (Quintus Cornificius, siglo I a. C.) fue el autor de una obra sobre figuras retóricas y quizá de un tratado general (ars o techne) sobre el arte de la retórica. Como poeta se le ha considerado en el grupo de los neotéricos y fue amigo de Catulo, que le dedicó un poema.
Ha sido identificado con el autor de Retórica para Herenio, cuatro libros dedicados a un tal Gayo Herenio. El principal argumento en favor de esa identificación es el hecho de que muchos pasajes de las obras de Cornifico citados por Quintiliano son reproducidos en la Rhetorica. Jerónimo, Prisciano y otros atribuyeron la obra a Cicerón (cuya obra De inventione era llamada Rhetorica prima, y la del Auctor ad Herennium, Rhetorica secunda), mientras los investigadores modernos apoyan las posibilidades de Lucio Elio Estilo, Marco Antonio Gnifo y Ateyo Pretextato como autores. Pero parece improbable que la cuestión sea alguna vez satisfactoriamente resuelta. Indicios internos señalan como fecha de composición del 86 al 82 a. C., época del dominio de Cayo Mario en Roma. El autor, como puede inferirse del propio tratado, no lo escribió por dinero, sino como favor a su pariente y amigo Herenio, para cuya instrucción prometía proveer otras obras sobre gramática, asuntos militares y administración política. También expresa su desdén hacia la escuela retórica ordinaria, los dialécticos puntillosos y su sensación de incapacidad para hablar, dado que no osan pronunciar su propio nombre por miedo a expresarse ambiguamente. Por último, admite que la retórica no es el logro más elevado, y que la filosofía merece mucha más atención.
Los libros primero y segundo de la Rhetorica tratan de la inventio y la retórica forense; el tercero, de la dispositio, pronuntiatio, memoria, la retórica deliberativa y demostrativa; el cuarto, de la elocutio. Los principales objetivos del autor son la concisión y la claridad (breviter et dilucide scribere). De acuerdo con ello, ignora todas las sutilezas retóricas, los asuntos inútiles e irrelevantes introducidos por los griegos para hacer que el arte parezca más difícil de aprender. Cuando es posible, usa terminología latina para los términos técnicos, y da sus propios ejemplos de diversas figuras retóricas. La obra en su conjunto se considera muy valiosa.
La cuestión de la relación de la De inventione de Cicerón con la Rhetorica ha sido muy discutida. Se mantienen tres puntos de vista: que el Auctor copió de Cicerón; que fueron independientes uno del otro, siendo debidos los paralelismos a haber aprendidos del mismo retórico en Roma; y que Cicerón realizó citas de la Rhetorica, así como de otras autoridades, en su habitual estilo ecléctico. Uno de los editores del siglo XIX, Friedrich Marx, propuso la teoría de que Cicerón y el Auctor no escribieron obras originales, sino que simplemente dieron los fundamentos de dos technai (ambas procedentes de la escuela rodia), que ninguno las usó directamente, pero reprodujeron la versión revisada de los retóricos a cuyas escuelas asistieron, siendo sólo las introducciones de su autoría, y que las conferencias sobre las que se basa el tratado ciceroniano fueran impartidas antes que aquellas a las que asistió el Auctor.

## Enlaces externos

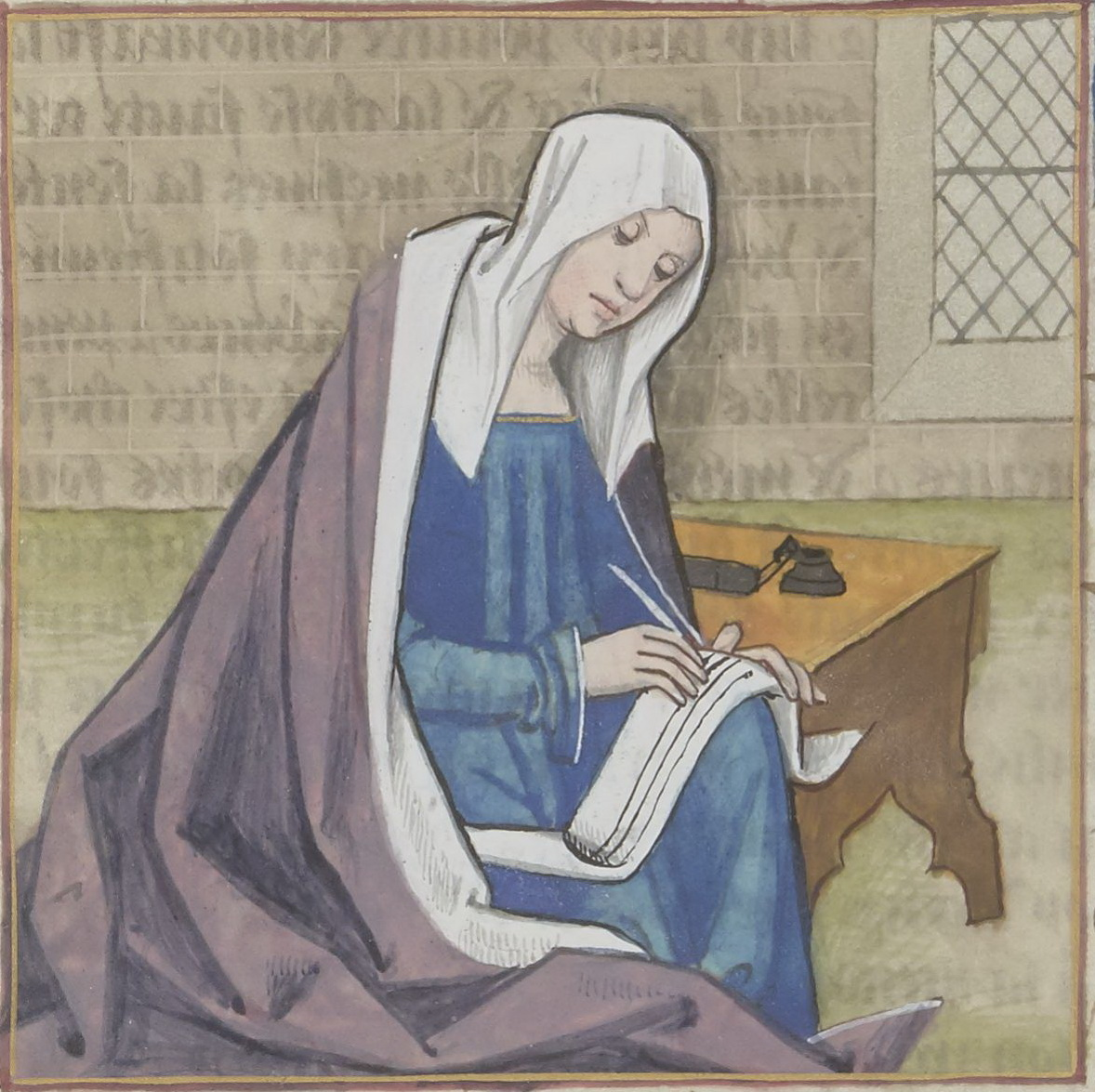
Miniatura de Testard para De mulieribus claris: Cornificia. BnF.